# Magne Furuholmen

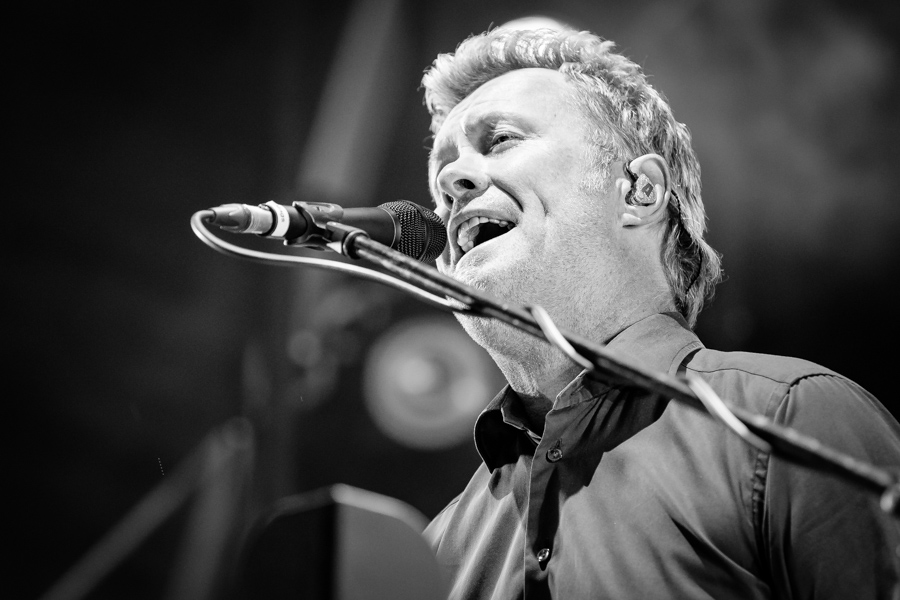
Magne Furuholmen bei einem Konzert in Kongsberg im Jahr 2018

Magne „Mags“ Furuholmen (* 1. November 1962 in Oslo, Norwegen) ist ein norwegischer Musiker und bildender Künstler. Bekannt wurde er insbesondere als Mitbegründer, Keyboarder und Gitarrist der Popband a-ha.

## Leben
Magne Furuholmen war sechs Jahre alt, als sein Vater, der Jazzmusiker Kåre Furuholmen, bei einem Flugzeugabsturz über Drammen südlich von Oslo ums Leben kam. Furuholmen wuchs daraufhin bei seinem Großvater auf, der ebenfalls Musiker war. Seit 1992 ist er mit der Norwegerin Heidi Rydjord verheiratet und hat mit ihr zwei Söhne.
Neben seinen Veröffentlichungen mit a-ha und als Solist ist Furuholmen Mitglied der Supergroup Apparatjik, zu der auch der Coldplay-Bassist Guy Berryman, der Mew-Sänger und Gitarrist Jonas Bjerre und der Musikproduzent und Drummer Martin Terefe gehören.
Furuholmen ging bei dem Maler Kjell Nupen in die Lehre und hatte bereits zahlreiche Ausstellungen in Japan, Norwegen und Frankreich. Er war eng mit dem norwegischen Dichter Henning Kramer Dahl befreundet.
2012 erhielt Furuholmen zusammen mit seinen Kollegen von a-ha den Sankt-Olav-Orden in der Stufe Ritter 1. Klasse für seinen Beitrag zur norwegischen Musik.
Ende 2017 bekam Furuholmen von der Universität Agder die Ehrendoktorwürde verliehen.

## Diskografie
- Magne F.: Past Perfect Future Tense (2005)
- Magne F.: A Dot of Black in the Blue of Your Bliss (2008)
- Magne Furuholmen: White Xmas Lies (2019)